# Interstate 15
L'Interstate 15 (I-15) è la quarta strada transcontinentale più lunga tra le Interstate Highway degli Stati Uniti. Attraversa, in direzione nord-sud, gli Stati della California, del Nevada, dell'Arizona, dello Utah, dell'Idaho e del Montana. Il tratto che passa per gli Stati dell'Idaho, dello Utah e dell'Arizona è stato ufficialmente denominato Veterans Memorial Highway.
Fin dal primo periodo della sua apertura al traffico l'I-15 è stata un percorso preferenziale per il commercio nell'America settentrionale. Dall'intersezione con l'Interstate 515, presso Las Vegas, fino al confine con il Canada l'I-15 costituisce una parte del CANAMEX Corridor, un percorso ad alta priorità come definito dal North American Free Trade Agreement.
Altre sezioni sono state costruite per collegare Inland Empire con San Diego, in California, per facilitare l'accesso dei turisti a Las Vegas, per consentire l'interconnessione di tutte le Metropolitan Statistical Area (Aree Statistiche Metropolitane) dello Utah (ad eccezione di Logan) e per collegare le città di Pocatello, Idaho Falls e Great Falls.
Quando fu dato l'avvio ai lavori di costruzione dell'I-15 gli Stati di California, Nevada e Utah si sono rivelati le aree a maggiore crescita degli Stati Uniti. Il risultato fu un aumento della popolazione e del traffico veicolare sull'autostrada. Si stima che la popolazione residente nelle contee attraversate dal percorso dell'Interstate 15 rappresenti il 75% della popolazione dello Utah, il 19% di quella della California ed il 70% della popolazione del Nevada. Anche in California l'I-15 portò ad un aumento del traffico a causa dell'aumento della popolazione residente nelle comunità di Victorville e Barstow, nel deserto del Mojave. In tutti questi stati sono in corso dei lavori di ammodernamento della strada al fine di aumentarne la capacità. Le regioni attraversate dalla strada negli Stati dell'Arizona, dell'Idaho e del Montana hanno invece mantenuto il loro carattere rurale.
Per via della rapida crescita, nelle regioni attraversate da questa strada sono in corso numerosi progetti che riguardano il trasporto pubblico. La monorotaia di Las Vegas, il sistema di trasporti FrontRunner e la tramvia UTA TRAX a Salt Lake City sono dei sistemi di trasporto pubblico sviluppati per servire la popolazione di queste città. Nel 2004 è stato inoltre proposto un collegamento tra le città di Los Angeles e Las Vegas attraverso un sistema ferroviario a levitazione magnetica.

## Storia

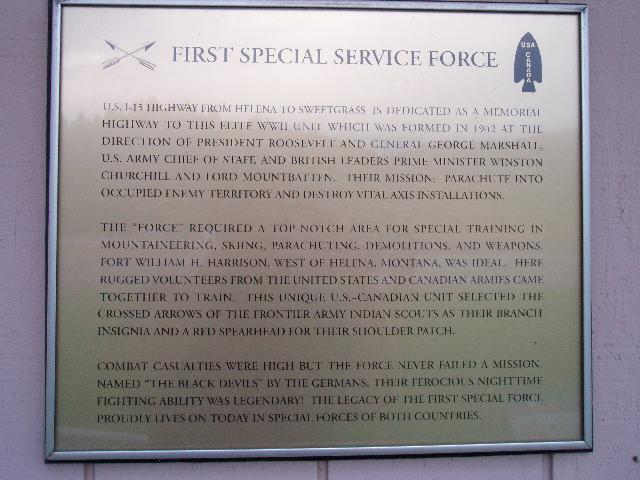
Targa commemorativa posta tra Helena e Great Falls.

L'Interstate 15 è stato costruito lungo il percorso della U.S. Route 91. La U.S. 91 è stata parzialmente demolita, ad eccezione del tratto che collega il nord dello Utah con il sud dell'Idaho, dove l'Interstate 15 ha seguito il percorso della U.S. Route 191.
L'Interstate 15 ha un tratto orientale, che aggira la città di San Bernardino, ed un tratto occidentale in Idaho. La I-215 nei pressi di San Bernardino prende il nome di I-15E e il tratto occidentale della I-86 prende il nome di I-15W.

## Percorso
| Lunghezze chilometriche per stato attraversato | Lunghezze chilometriche per stato attraversato | Lunghezze chilometriche per stato attraversato | Lunghezze chilometriche per stato attraversato | Lunghezze chilometriche per stato attraversato | Lunghezze chilometriche per stato attraversato | Lunghezze chilometriche per stato attraversato |
| ---------------------------------------------- | ---------------------------------------------- | ---------------------------------------------- | ---------------------------------------------- | ---------------------------------------------- | ---------------------------------------------- | ---------------------------------------------- |
| California                                     | Nevada                                         | Arizona                                        | Utah                                           | Idaho                                          | Montana                                        | Totale                                         |
| 462                                            | 200                                            | 47                                             | 645                                            | 315                                            | 637                                            | 2.307                                          |

La fine meridionale di questa autostrada è nella città di San Diego, dove si immette nell'Interstate 5, 29 km a nord del confine internazionale con il Messico. A nord la strada termina nella città di Sweet Grass, sul confine internazionale tra gli Stati Uniti ed il Canada, dove prende il nome di Alberta Highway 4.

### Maggiori intersezioni

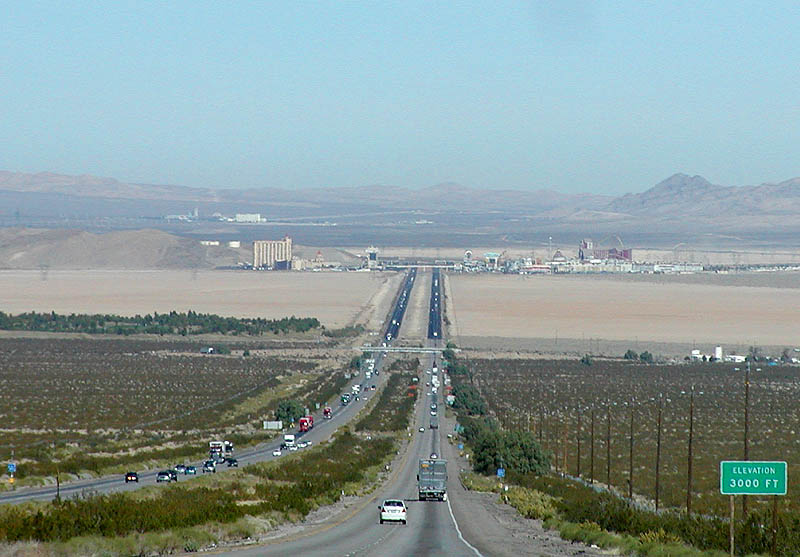
Un tratto californiano della strada.

Le intersezioni con le maggiori Interstate Highway sono indicate procedendo in direzione sud-nord.

#### California
- Interstate 8 a San Diego
- Interstate 215 a Murrieta
- California State Route 91 a Corona
- California State Route 60 a Eastvale
- Interstate 10 a Ontario
- California State Route 210 a Fontana
- Interstate 215 a San Bernardino
- Interstate 40 e California State Route 58 a Barstow

#### Nevada
- Interstate 215 verso est e la "CC 215" si uniscono nella contea di Clark (Paradise) nei pressi dell'Aeroporto Internazionale di Las Vegas;
- U.S. Route 95, U.S. Route 93 ed Interstate 515 a Las Vegas.

#### Arizona
L'Interstate 15 non ha intersezioni con altre Interstate Highway nello Stato dell'Arizona.

#### Utah
- Interstate 70 a Cove Fort;
- Interstate 215 a Murray;
- Interstate 80 a South Salt Lake; sono unite per un tratto di 5 km fino a Salt Lake City;
- Interstate 215 a North Salt Lake;
- Interstate 84 ad Ogden; sono unite fino a Tremonton.

#### Idaho
- Interstate 86 a Pocatello.

#### Montana
- Interstate 90 a Butte: sono unite per un tratto di 14,5 km;
- Interstate 115 a Butte.

### Strade ausiliarie
- Inland Empire, California; – Interstate 215
- Henderson, Nevada; – Interstate 515
- Las Vegas, Nevada; – Interstate 215
- Salt Lake City, Utah; – Interstate 215
- Butte, Montana; – Interstate 115
- Great Falls, Montana; – Interstate 315